# 昭和28年台風第13号
昭和28年台風第13号（しょうわ28ねんたいふうだい13ごう、国際名：テス/Tess）は1953年（昭和28年）9月25日に紀伊半島を襲い、近畿地方を中心に大きな被害を出した台風である。テス台風とも呼ばれる。
1953年には、西日本大水害、紀州大水害と1000人以上が亡くなる超大型災害が相次いでいたため、初期段階で死者104人もの被害が確認されていたにもかかわらず「台風被害、予想より軽減」「西日本災害より規模小」といった報道が行われた。

## 概要

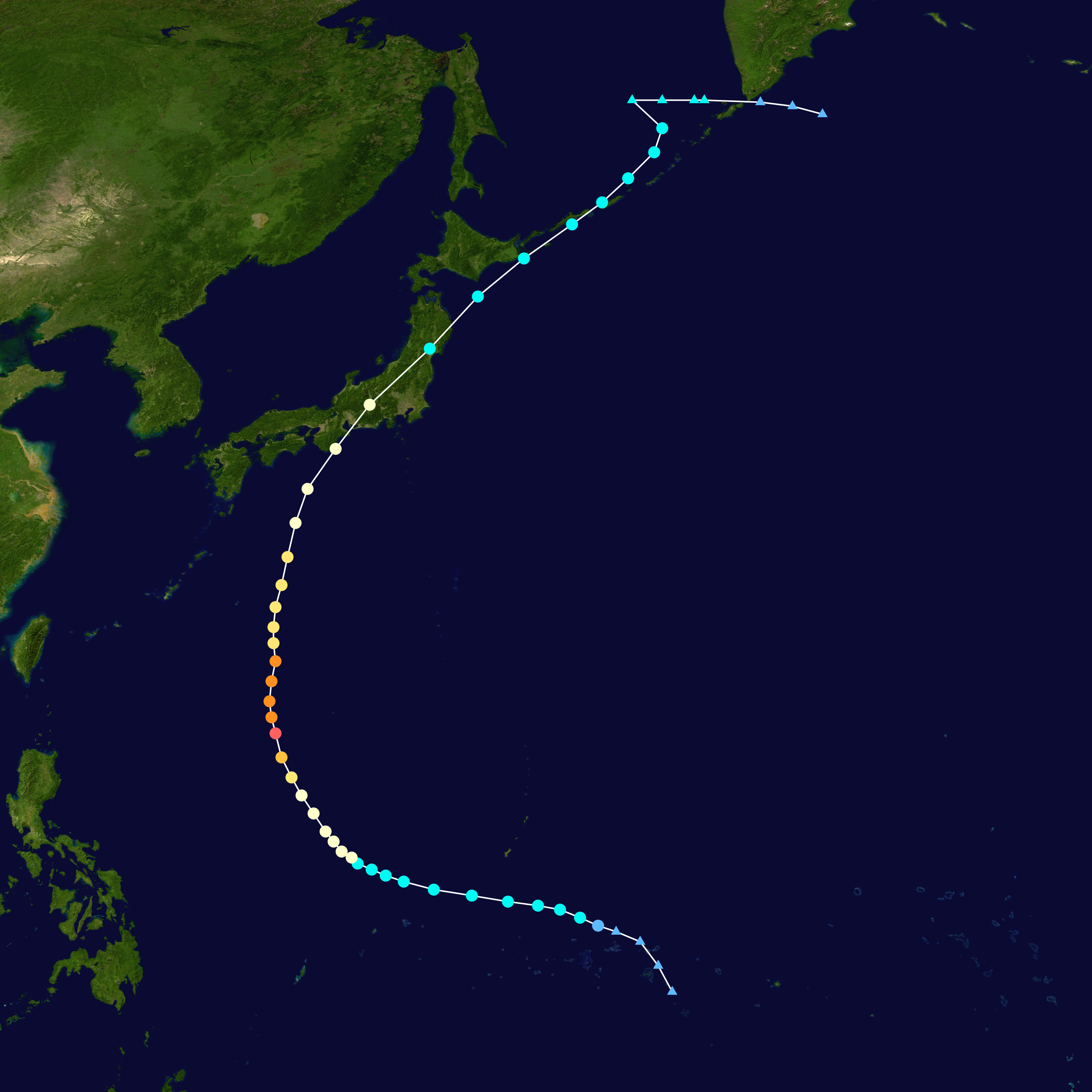
進路図

9月16日にカロリン諸島東部に弱い熱帯低気圧（当時の用語）が発生、18日9時にグアム島の南東海上で台風第13号となった。その後は西寄りに進みながら一時衰弱して、弱い熱帯低気圧になるなど目立った発達はしなかったが、次第に北寄りに進路を変え、9月22日に沖ノ鳥島付近で急激に発達して猛烈な台風となった。当時のアメリカ軍の飛行機観測の資料によると、22日8時過ぎの中心気圧は993mb（当時の単位。hPaに同じ）であったが、同日13時過ぎには897mbへ実に5時間ほどで96mbも下降している。気象庁の発表では、22日9時には中心気圧993mbであったものが、同日15時には900mb・中心付近の最大瞬間風速は75m/sとなっており、わずか6時間で93mbも気圧が低下したことになり、いずれにしてもこれほど急激な発達は他に例がなく、統計史上最も短時間に急発達した台風となった。台風13号はその後も勢力があまり衰えることなく北上し、9月25日15時には潮岬東方30kmを通過。この時の中心気圧はなお930mbを示した。台風は17時頃に志摩半島に上陸して通過し、伊勢湾南部を通って18時半頃に愛知県知多半島に再上陸した。その後は分裂して衰弱しながら本州中部を縦断。翌26日6時に三陸沖へ抜けて千島列島北部で温帯低気圧になった後、9月29日にカムチャツカ半島のすぐ南東で消滅した。

## 観測値
| 観測地点 | 最低気圧 (mb) | 最大瞬間風速 (m/s) | 観測時刻   |
| -------- | ------------- | ------------------ | ---------- |
| 室戸岬   | 974.5         | 39.6               | 25日 11:15 |
| 潮岬     | 947.6         | 41.7               | 25日 14:44 |
| 洲本     | 976.7         | 42.3               | 25日 14:51 |
| 尾鷲     | 953.0         | 33.0               | 25日 16:25 |
| 伊良湖   | 956.8         | 39.9               | 25日 18:20 |
| 名古屋   | 969.7         | 30.4               | 25日 19:15 |
| 飯田     | 974.2         | 15.6               | 25日 20:16 |
| 石廊崎   | 986.5         | 43.2               | 25日 21:02 |
| 東京     | 984.3         | 35.4               | 25日 23:19 |
| 八戸     | 980.4         | 23.7               | 26日 05:35 |

| 観測地点 | 降雨量 (mm) |
| -------- | ----------- |
| 舞鶴     | 507         |
| 尾鷲     | 407.7       |
| 室戸岬   | 402.6       |
| 日光     | 397.8       |
| 敦賀     | 309.3       |

## 被害
| 舞い飛ぶ屋根板 (大阪府大阪市天王寺区) |  | 数寄屋橋交差点に落下した広告塔 (東京都中央区銀座) |
| 舞い飛ぶ屋根板 (大阪府大阪市天王寺区) |  | 数寄屋橋交差点に落下した広告塔 (東京都中央区銀座) |

| 決壊する四号堤防 (愛知県豊橋市神野新田干拓地) |  | なぎ倒された電柱 (愛知県幡豆郡吉田町) |
| 決壊する四号堤防 (愛知県豊橋市神野新田干拓地) |  | なぎ倒された電柱 (愛知県幡豆郡吉田町) |

台風が接近する前から秋雨前線の活動が活発になり、四国、近畿、東海、北陸、関東地方の広い範囲で雨が続いていたため各地で河川が氾濫。台風が上陸した三重県や愛知県沿岸では高潮が発生。主な被害は死者・行方不明者478人、全壊家屋8,604棟、床上浸水家屋144,300棟、流失家屋2,615戸などである。
和歌山県ではこの年の7月に紀州大水害の被害を受け復興事業が進行中だったが、有田川にできていた天然ダムが決壊し仮復旧中の堤防が決壊するなど復旧が更に遅滞することになった。
愛知県には25日夕刻に45mの暴風を伴って襲い、折からの満潮と重なり平均潮位より2.80m高い異常高潮となった。
そのため愛知県下の海岸堤防は156kmにわたって被災し、沿海部の民地23,350町歩はたちまち冠水して海となった。
愛知県では直ちに、174ヶ所、13kmに及ぶ応急締切工事に着手し、最終的には総延長172km、総事業費199億円の膨大なものとなった。

### 高潮被害
- 三重県 - 台風の上陸が満潮時刻に重なったため高潮が発生。死者44名、行方不明者6名、負傷者2,491名、全壊家屋1,282棟、半壊家屋4,953棟、流失家屋436棟、浸水家屋69,626棟[9]。

- 愛知県 - 伊勢湾南部から台風が再上陸。死者72名、行方不明者3名、負傷者1,711名、全壊家屋1,477戸、床上浸水家屋31,801戸[10]。

### 淀川水系の洪水

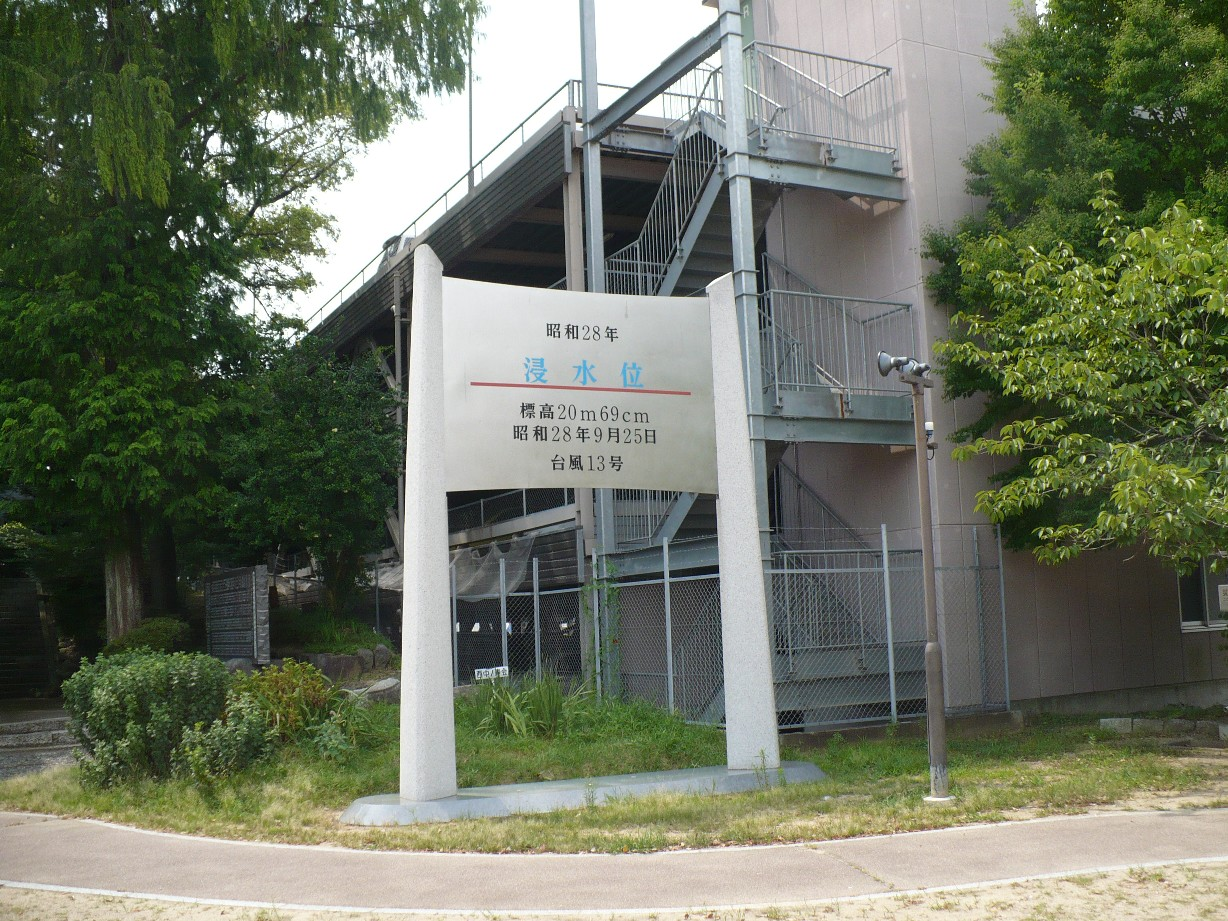
浸水位を示すプレート

淀川水系では過去最大の洪水が起こり、宇治川、桂川、木津川流域では数か所で堤防が決壊して甚大な被害を生じた。この水害を機に「淀川水系改修基本計画」が策定されて河川総合開発事業が進められることになった。
- 京都府 - 死者・行方不明者119名、負傷者1,492名、被災家屋65,109戸、被害総額556億円（当時）。被災人口321,029人。府下では1か月前に集中豪雨で天井川やため池が決壊して死者・行方不明者336名を出した南山城水害が発生したばかりであった[11][12]。
  - 桂川では八木町で右岸堤防が2か所決壊、下流の合流点付近の支川小畑川の右岸も決壊して120haが浸水。
  - 宇治川へは木津川と桂川の洪水が同時に合流して逆流。向島、観月橋下流約2kmの左岸が約450m決壊。旧巨椋池干拓地、佐山村、御牧村一帯の2,880haが25日間にわたり浸水した[13][14]。
  - 京阪本線の宇治川鉄橋と木津川鉄橋間の築堤が崩れ不通に、10月1日単線にて仮復旧。翌29年5月に修復工事が竣工した。このほか宇治線で線路冠水、中書島で変電所が浸水する被害を受けた[15]。

- 大阪府 - 死者26名、全壊家屋756戸、半壊家屋3,354戸、流失家屋121戸、床上浸水13,434戸、床下浸水150,354戸。被災人口738,797人[16]。それまでは淀川支川が同時に洪水になることはないと思われていたが、木津川、桂川、宇治川の上流3支川が同時に洪水を起こしたため淀川本川もまれに見る洪水を起こした[12]。
  - 支川の芥川右岸堤防が女瀬川との合流点付近で約150m決壊。富田町、三箇牧村、味生村一帯の1,700haが浸水。
  - 支川の桧尾川左岸堤防も約60m決壊。約480haが20日間にわたり浸水したため京阪神急行電鉄が運行不能に陥った。

- 滋賀県 - 死者…43名、行方不明…4名、負傷者…497名、被災人口189,001人。[17]。滋賀県内でも屈指の河川である野洲川と安曇川の堤防が相次いで決壊。
  - 安曇川では青柳村二ツ矢付近の堤防が決壊し13戸中10戸が流出し死者13名。[18]。
  - 野洲川では三カ所450mに渡って堤防が決壊し死者3名。300haの田畑が浸水。

## 名前
第二次世界大戦の敗北によって日本は1952年（昭和27年）までアメリカの占領下にあった。台風観測もアメリカ軍と共同で実施されており、個々の台風にはアメリカ女性の名前が付けられ、国内でもそれが通用していた。1953年（昭和28年）から国内向けには日本独自の通し番号が用いられるようになっている。